# Église de la Nativité-de-la-Sainte-Vierge de La Chapelle-Monthodon
L'église de la Nativité-de-la-Sainte-Vierge est une église située à Vallées-en-Champagne dans la commune déléguée de La Chapelle-Monthodon, en France.

## Description
Cette église comporte une simple nef, sans bas-côté, en style gothique du XIIIe siècle, ainsi que les transepts, le chœur et le clocher qui s'élève à la croisée du transept.

## Localisation
L'église est située sur la commune de Vallées-en-Champagne dans la commune déléguée de La Chapelle-Monthodon, dans le département de l'Aisne.

## Historique
Cette église date principalement du XIIIe siècle.
Le monument est classé au titre des monuments historiques en 1920.